# Redoni

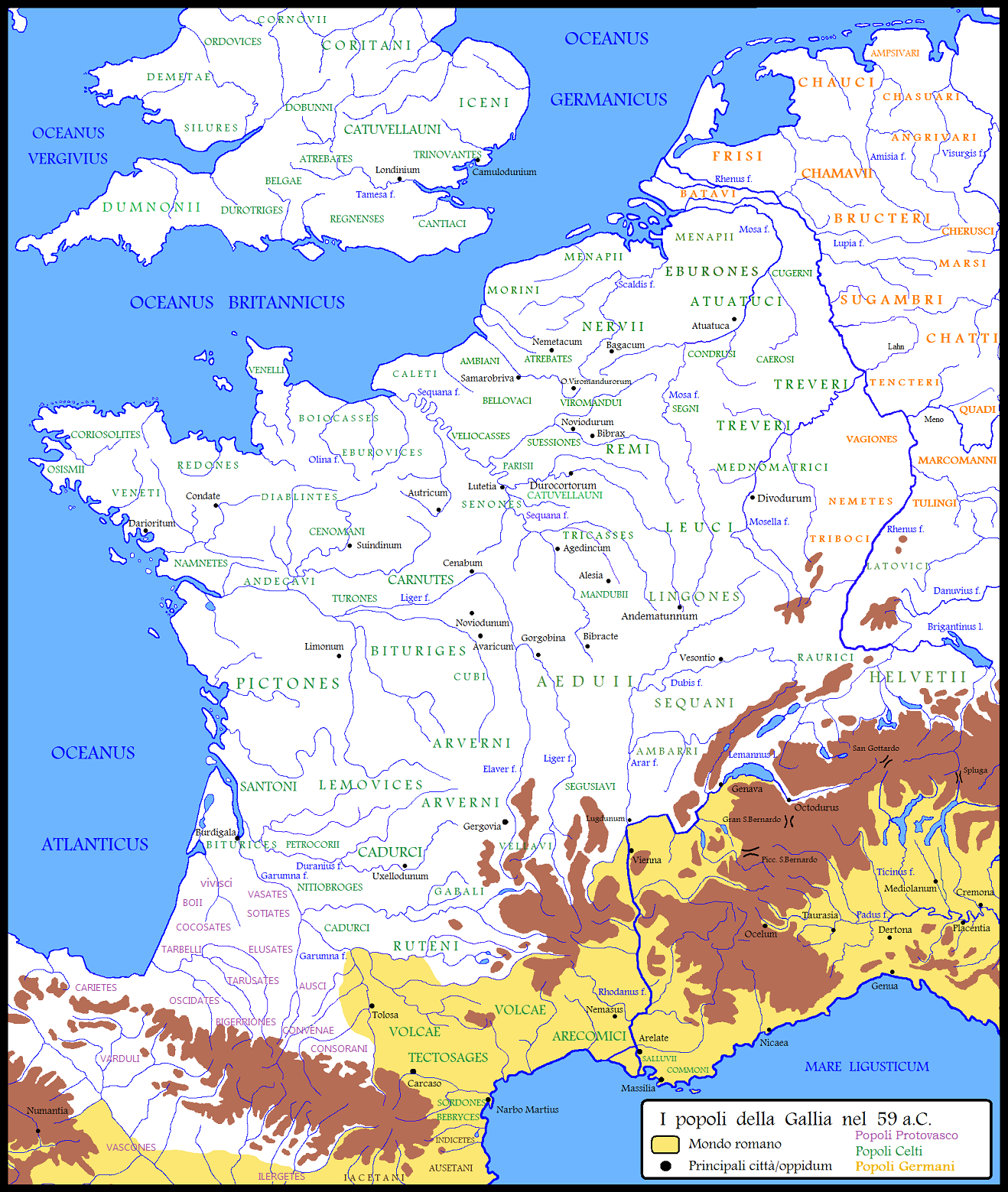
Popoli della Gallia al principio del 58 a.C., con la localizzazione dei Redoni tra le popolazioni della Bretagna

I Redoni, o Riedoni (in latino Redones o Riedones), furono un popolo gallico della regione armoricana. Erano stanziati nell'attuale Ille-et-Vilaine e hanno dato il loro nome alle città di Rennes. I Redoni condividevano l'attuale Ille et Vilaine con i Coriosoliti.
Il nord-ovest del dipartimento, vale a dire le regioni di Dinard, Saint-Malo, Cancale e Saint-Pierre-de-Plesguen, formavano la parte est della regione coriosolita. Aleth (Saint-Servan-sur-Mer) ne fu un tempo la capitale. I fiumi Linon e Biez-Jean ne costituivano le frontiere. Più a sud, la Rance delimitava la civitas mantenendo Évran e Caulnes in territorio Redone.
A ovest, la separazione era realizzata dal Garun, il Meu e la Vilaine. Così i territori corrispondenti a Saint-Méen, Plélan-le-Grand, Maure, Pipriac, Guichen e Redon erano dei Corosioliti mentre i siti di Montauban, Montfort, Mordelles, Pont-Réan, Pléchâtel, Guipry e Langon formavano il confine tra le due nazioni.
A est del dipartimento, le separazione era pressappoco la stessa di oggi. Al nord-est si aggiungevano forse le regioni di Pontorson e di Saint-Hilaire-du-Harcouët.
Infine il Semnon segnava a sud il confine fino alla sua confluenza con la Vilaine, all'altezza di Pléchâtel, lasciando in Bain-de-Bretagne e il Grand-Fougeray in territorio dei Namneti.

## Etimologia
L'appellativo Redoni deriva da una radice celtica *red- il cui significato è cavalcare e, per estensione, andare sul carro, (il gallico reda -carro militare- è stato importato dal latino reda/raeda carrozza a 4 ruote). I Redoni erano dunque, metaforicamente, conduttori di carri, titolo importante del vocabolario guerresco, come spesso presso i popoli della Gallia.